# Dorcadion nikolaevi
Dorcadion nikolaevi är en skalbaggsart som beskrevs av Aleksandr Sergeievich Danilevsky 1995. Dorcadion nikolaevi ingår i släktet Dorcadion och familjen långhorningar.
Artens utbredningsområde är Kazakstan. Inga underarter finns listade i Catalogue of Life.